# تله‌پلی
تله‌پلی (به انگلیسی: Teleplay) فیلمنامه‌ای است که در تولید یک برنامه تلویزیونی یا سریال مورد استفاده قرار می‌گیرد. در استفاده عمومی، این اصطلاح معمولاً در اشاره به یک تولید مستقل، مانند یک فیلم تلویزیونی، یک نمایش تلویزیونی (تله‌تئاتر) یا قسمتی از یک سری دیده می‌شود. این اصطلاح برای اولین بار در دهه ۱۹۵۰، زمانی که تلویزیون اهمیت فرهنگی پیدا می‌کرد، برای تمایز نمایشنامه‌های تلویزیونی از نمایشنامه‌های صحنه‌ای که برای تئاتر نوشته شده بودند، استفاده شد.
بنابراین تله پلی به نمایشنامه‌هایی اشاره دارد که بر اساس مشخصه‌های تلویزیون و فضای ارتباطی آن و فقط برای اجرا در تلویزیون نگاشته شده باشد.